# Austrolimnophila (Austrolimnophila) duseni
Austrolimnophila (Austrolimnophila) duseni is een tweevleugelige uit de familie steltmuggen (Limoniidae). De wetenschappelijke naam is voor het eerst geldig gepubliceerd door Charles Paul Alexander in 1920.
De soort komt voor in het Neotropisch gebied; ze werd in Chili verzameld door de Zweedse botanicus Per Karl Hjalmar Dusén naar wie Alexander de soort benoemde.